# Elena Ivanovna Barulina
Elena Ivanovna Barulina (in russo Елена Ивановна Барулина?; Saratov, 11 luglio 1895 – Saratov, 9 luglio 1957) è stata una botanica e genetista sovietica, fino al 1922 russa, che fece ricerche pionieristiche sulle lenticchie pubblicando nel 1930 una monografia divenuta uno standard di riferimento nel campo.

## Biografia
Trascorse l'infanzia a Saratov, città di nascita, dove il padre era un dirigente dell'importante porto fluviale sul Volga. Si diplomò nel 1913 con medaglia d'argento ed ebbe accesso alla facoltà di agronomia dell'Università cittadina. Uno dei suoi professori – l'agronomo, botanico e genetista sovietico Nikolaj Vavilov – la raccomandò per un lavoro di ricerca ed in seguitò l'invitò a seguirlo a Leningrado dove divenne direttore del Dipartimento di botanica applicata dell'Istituto Statale di Agronomia Sperimentale, successivamente evolutosi nel "Vserossijskij institut rastenievodstva" (russo, in italiano: Istituto russo per l'industria vegetale) a lui intitolato. Elena Barulina assunse qui il ruolo di assistente capo della stazione sperimentale sui semi, sposando inoltre Nikolaij Vavilov nel 1926.
Nel 1941 il marito venne rimosso dalla direzione dell'Istituto ed arrestato in seguito all'appoggio di Iosif Stalin alle teorie agronomiche di Trofim Lysenko. Elena Barulina si trasferì assieme al figlio Jurij – nato nel 1928 – a Saratov trascorrendovi il resto della seconda guerra mondiale in situazione di povertà. Da qui inviò alimentari al marito a Mosca, ignara del fatto che lo stesso fosse stato trasferito in una prigione nella stessa Saratov. Nikolaj Vavilov morì nel 1943, venendo successivamente riabilitato nel 1955. Elena Barulina avviò quindi i lavori per pubblicare gli scritti del marito, ma morì il 9 luglio 1957.

## Attività scientifica
Presso il suo Istituto Elena Barulina si specializzò nello studio delle lenticchie, giungendo a classificarle in sei diversi gruppi. Comparando le lenticchie selvatiche a quelle coltivate suppose inoltre che queste ultime derivassero dalla specie selvatica Lens orientalis. Nel 1930 pubblicò come supplemento al Bollettino di botanica applicata una monografia di 319 pagine intitolata Čečevica SSSR i drugich stran (russo, in italiano: Lenticchie dell'URSS e di altri Paesi): il testo fu il primo a mappare la distribuzione internazionale delle differenti specie di lenticchie e divenne uno standard di riferimento per la ricerca nel campo. Nel 1937 le sue ricerche vennero pubblicate anche all'estero, dalla rivista francese Flore des Plantes cultivées.
In qualità di uno dei genetisti principali dell'Istituto, Elena Barulina fece ricerche anche in ambiti differenti dalle lenticchie, guidando inoltre due importanti spedizioni di raccolta piante nel 1923 in Crimea e nel 1933 in Georgia. È in generale considerata un'esperta della genetica delle piante coltivate, le cui opere hanno nel tempo mantenuto rilevanza e sono ampiamente citate nella letteratura scientifica mondiale.
L'abbreviazione standard utilizzata dall'International Plant Names Index per le piante da lei descritte è "Barulina".

## Pubblicazioni
- (RU) Čečevica SSSR i drugich stran, Leningrado, Institut Rastenievodstva, 1930.